# 诺夫莱特
诺夫莱特（法語：Neauphlette，法語發音：[noflɛt]）是法国伊夫林省的一个市镇，属于芒特拉若利区。

## 地理
诺夫莱特（48°55'52"N, 1°31'33"E）面积9.72 平方千米，位于法国法蘭西島大區伊夫林省，该省份为法国北部内陆省份，北起瓦兹河谷省，西接厄尔省，西南接厄尔-卢瓦省，东南接埃松省，东临上塞纳省。
与诺夫莱特接壤的市镇（或旧市镇、城区）包括：日勒、甘维尔、布瓦西莫瓦森、布雷瓦勒、梅内维尔。

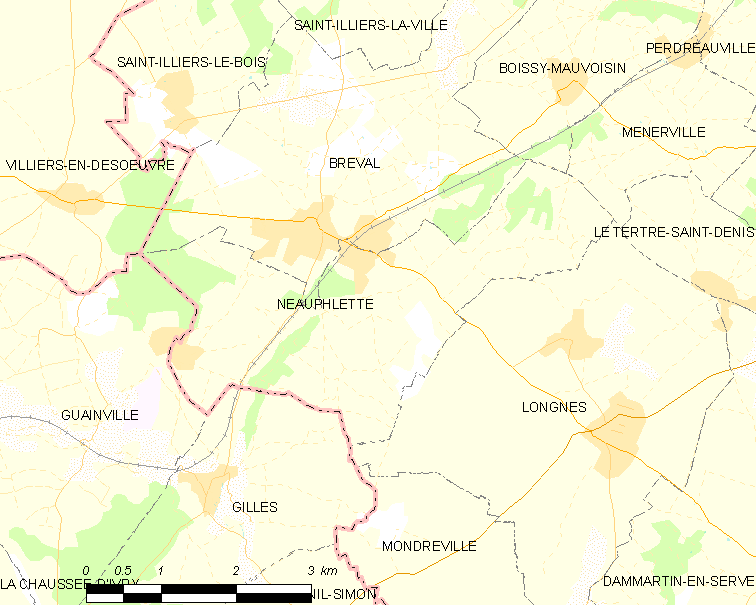
诺夫莱特的OSM定位图

诺夫莱特的时区为UTC+01:00、UTC+02:00（夏令时）。

## 行政
诺夫莱特的邮政编码为78980，INSEE市镇编码为78444。

## 政治
诺夫莱特所属的省级选区为塞纳河畔博尼耶尔县。

## 人口

1962-2008年间诺夫莱特人口变化图示

诺夫莱特于2022年1月1日时的人口数量为872人。